# Tõlliste kommun
Tõlliste vald är en kommun i Estland.   Den ligger i landskapet Valgamaa, i den södra delen av landet, 200 km söder om huvudstaden Tallinn.
Följande samhällen finns i Tõlliste vald:
- Tsirguliina
- Sooru
- Laatre
- Tagula
- Paju
- Tõlliste